# الوها (اورگن)
اوها، اورگان (به انگلیسی: Aloha, Oregon) یک منطقهٔ مسکونی در ایالات متحده آمریکا است که در اورگن واقع شده‌است.

## خصوصیات
اوها ۱۹٫۱ کیلومترمربع مساحت و ۴۹٬۴۲۵ نفر جمعیت دارد و ۶۵ متر بالاتر از سطح دریا واقع شده‌است.